# Khongoryn Els
Khongoryn Els (mongolisch Хонгорын элс) ist ein Dünenfeld in der Wüste Gobi im Süden der Mongolei. Es liegt in einem von Nord-West nach Süd-Ost verlaufenden schmalen Tal in den Gobi-Altai-Bergen mit einer Länge von 80 km und einer Breite von drei bis fünf Kilometern. Es herrscht Kontinentalklima mit mittleren Temperaturen von −15 °C im Januar und +20 °C im Juli, und einer mittleren Jahresniederschlagshöhe von 130 mm. Es gibt Singenden Sand und Megadünen die mehr als 100 m hoch sind.